# برناديت لافون
برناديت لافون (بالفرنسية: Bernadette Lafont)‏ (و. 1938 – 2013 م) هي ممثلة من فرنسا . ولدت في نيم .
توفيت في نيم .بسبب نوبة قلبية .

## جوائز
حصلت على جوائز منها:
- ضابط وسام جوقة الشرف.

## روابط خارجية
- برناديت لافون على موقع IMDb (الإنجليزية)
- برناديت لافون على موقع روتن توميتوز (الإنجليزية)
- برناديت لافون على موقع مونزينجر (الألمانية)
- برناديت لافون على موقع ألو سيني (الفرنسية)
- برناديت لافون على موقع ميوزك برينز (الإنجليزية)
- برناديت لافون على موقع أول موفي (الإنجليزية)
- برناديت لافون على موقع قاعدة بيانات الأفلام السويدية (السويدية)
- برناديت لافون على موقع إن إن دي بي (الإنجليزية)
- برناديت لافون على موقع أول ميوزيك (الإنجليزية)
- برناديت لافون على موقع ديسكوغز (الإنجليزية)